# Strzelectwo na Letnich Igrzyskach Olimpijskich 2016 – trap (kobiety)
Trap kobiet – konkurencja rozegrana 7 sierpnia 2016 roku podczas letnich igrzysk w Rio de Janeiro.
W kwalifikacjach wystąpiło 21 zawodniczek. Każda z nich miała do zbicia 75 rzutków (3 serie po 25 rzutków), które były rzucane z każdej strony. W razie pomyłki strzelczyni mogła raz powtórzyć strzał do tego samego celu. Sześć z najwyższą liczbą zbitych rzutek awansowało do półfinału.
W decydującej o medalach rundzie każda olimpijka miała jedną serię po 15 rzutków. W odróżnieniu od kwalifikacji nie można było powtórzyć próby na tę samą rzutkę. Liczba zbitych krążków decydowała w walce o medale. Zawodniczka z największą liczbą zbitych rzutków rywalizowała z drugą o złoty medal, natomiast trzecia z czwartą – o brązowy. W przypadku równej liczby zbitych krążków zawodniczki trafiały do celu pojedyncze strzały aż do wyłonienia lepszej.
Złoty medal zdobyła Australijka Catherine Skinner, srebrny – Nowozelandka Natalie Rooney, a brązowy – Amerykanka Corey Cogdell.

## Terminarz
| Data            | Godzina |                        |
| --------------- | ------- | ---------------------- |
| 7 sierpnia 2016 | 14:00   | Kwalifikacje           |
| 7 sierpnia 2016 | 20:00   | Półfinał               |
| 7 sierpnia 2016 | 20:30   | Pojedynek o 3. miejsce |
| 7 sierpnia 2016 | 20:45   | Finał                  |

## Rekordy
Rekordy świata i olimpijskie przed rozpoczęciem zawodów:
Runda kwalifikacyjna – 75 strzałów
| WR | Jessica Rossi Corey Cogdell | 75 | Londyn Grenada | 4 sierpnia 2012 5 lipca 2013 |
| OR | Jessica Rossi               | 75 | Londyn         | 4 sierpnia 2012              |

## Wyniki
Źródło:

### Kwalifikacje
| Pozycja | Zawodniczka         | Reprezentacja     | Wynik   | Uwagi |
| ------- | ------------------- | ----------------- | ------- | ----- |
| 1       | Laetisha Scanlan    | Australia         | 70      | Q     |
| 2       | Jessica Rossi       | Włochy            | 69      | Q     |
| 3       | Fátima Gálvez       | Hiszpania         | 69      | Q     |
| 4       | Corey Cogdell       | Stany Zjednoczone | 68      | Q     |
| 5       | Natalie Rooney      | Nowa Zelandia     | 68      | Q     |
| 6       | Catherine Skinner   | Australia         | 67 (+2) | Q     |
| 7       | Cynthia Meyer       | Kanada            | 67 (+1) |       |
| 8       | Marija Dmitrijenko  | Kazachstan        | 66      |       |
| 9       | Gaby Ahrens         | Namibia           | 66      |       |
| 10      | Satu Mäkelä-Nummela | Finlandia         | 66      |       |
| 11      | Jekatierina Rabaja  | Rosja             | 65      |       |
| 12      | Pak Yong-hui        | Korea Północna    | 65      |       |
| 13      | Arianna Perilli     | San Marino        | 65      |       |
| 14      | Ray Bassil          | Liban             | 65      |       |
| 15      | Chen Fang           | Chiny             | 64      |       |
| 16      | Alessandra Perilli  | San Marino        | 63      |       |
| 17      | Lin Yi-chun         | Chińskie Tajpej   | 62      |       |
| 18      | Tatjana Barsuk      | Rosja             | 62      |       |
| 19      | Jana Beckmann       | Niemcy            | 61      |       |
| 20      | Yukie Nakayama      | Japonia           | 61      |       |
| 21      | Janice Teixeira     | Brazylia          | 60      |       |

### Półfinał
| Pozycja | Zawodniczka       | Reprezentacja     | Wynik   | Uwagi                           |
| ------- | ----------------- | ----------------- | ------- | ------------------------------- |
| 1       | Catherine Skinner | Australia         | 14      | Awans do finału                 |
| 2       | Natalie Rooney    | Nowa Zelandia     | 13 (+1) | Awans do finału                 |
| 3       | Corey Cogdell     | Stany Zjednoczone | 13 (+0) | Awans do pojedynku o 3. miejsce |
| 4       | Fátima Gálvez     | Hiszpania         | 12      | Awans do pojedynku o 3. miejsce |
| 5       | Laetisha Scanlan  | Australia         | 10      |                                 |
| 6       | Jessica Rossi     | Włochy            | 10      |                                 |

### Finał
| Pozycja | Zawodniczka       | Reprezentacja | Wynik | Uwagi |
| ------- | ----------------- | ------------- | ----- | ----- |
|         | Catherine Skinner | Australia     | 12    |       |
|         | Natalie Rooney    | Nowa Zelandia | 11    |       |

### Pojedynek o 3. miejsce
| Pozycja | Zawodniczka   | Reprezentacja     | Wynik   | Uwagi |
| ------- | ------------- | ----------------- | ------- | ----- |
|         | Corey Cogdell | Stany Zjednoczone | 13 (+1) |       |
| 4       | Fátima Gálvez | Hiszpania         | 13 (+0) |       |